# Berg-Puffotter
Die Berg-Puffotter, Bergpuffotter, Bergotter oder Atroposviper (Bitis atropos) zählt innerhalb der Familie der Vipern (Viperidae) zur Gattung der Puffottern (Bitis). Wissenschaftlich beschrieben wurde die Art im Jahre 1758 von dem schwedischen Naturforscher Carl von Linné. Es sind keine Unterarten bekannt.

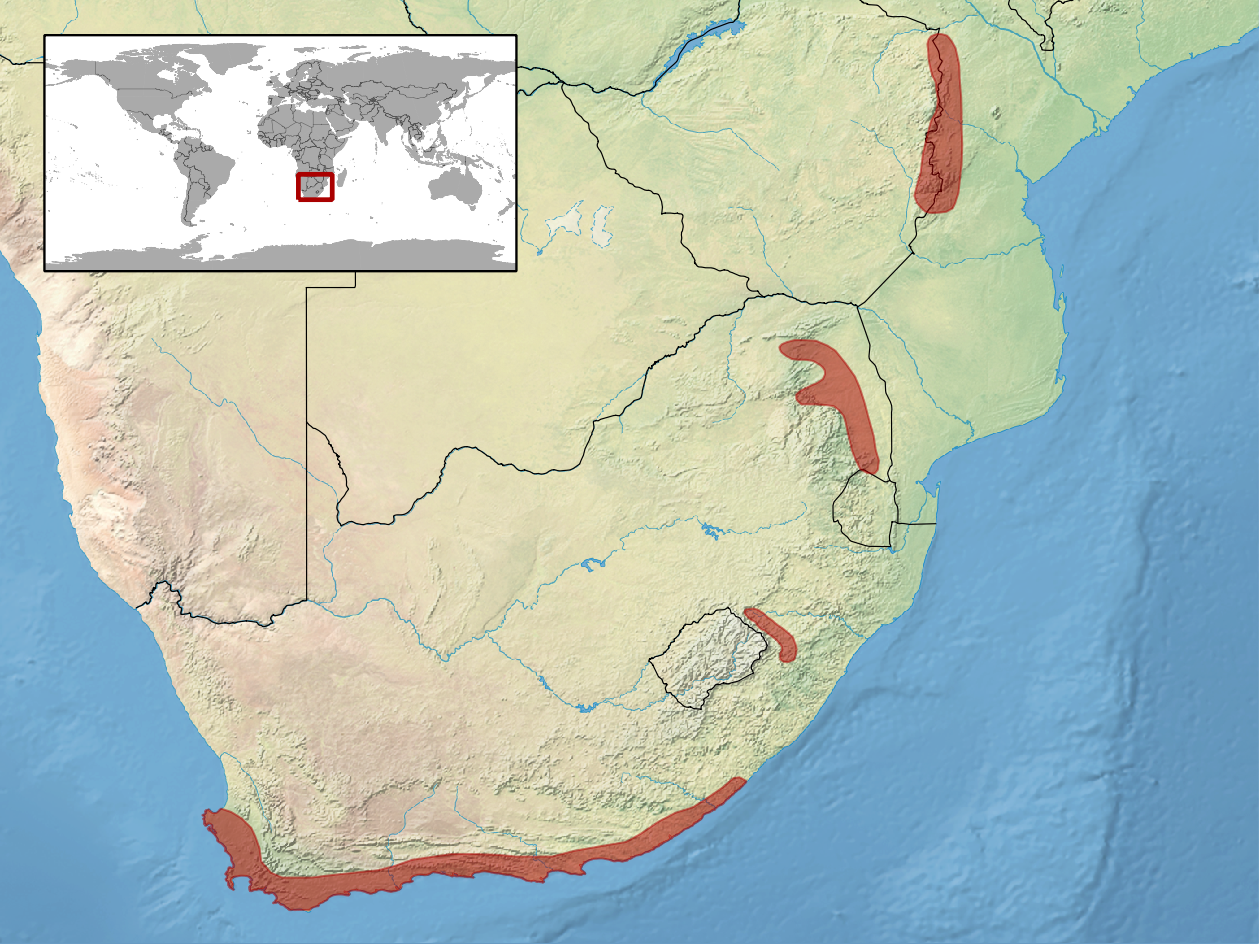
Verbreitungsgebiet der Berg-Puffotter

## Merkmale
Ausgewachsen erreicht die Berg-Puffotter eine durchschnittliche Gesamtlänge von 30 bis 40 cm. Bei einzelnen Weibchen wurden in freier Natur Gesamtlängen von maximal 50 cm gemessen. In Gefangenschaft werden sie sogar 60 cm lang. Der Rücken der Schlange ist dunkelbraun bis olivgrau gefärbt. Sie besitzt 2 Reihen dunkler Flecken, die weißlich gesäumt sind. Sie werden auf beiden Seiten von einer weißen oder gelblichen Linie begrenzt. Unterhalb der Linie befinden sich ovale oder y-förmige Flecken. Die stark gekielten und schmalen Schuppen, welche die Körpermitte der Schlange umgeben, sind wie Dachziegel übereinander angeordnet.
Die Färbung auf der Bauchseite reicht von einem einfarbigen Weißgrau bis zu einer dunklen Sprenkelung. Der Kopf der Berg-Puffotter setzt sich deutlich vom Rumpf ab. Die Nasenlöcher sind dabei nach oben hin ausgerichtet.

## Verbreitung
Die Berg-Puffotter lebt sehr isoliert in den Gebirgsregionen im südlichen Afrika. Ihr Hauptvorkommen ist in den Regionen des Inyanga Hochlands und der Chimanimani Mountains im östlichen Simbabwe und in der Nähe von Mosambik. Zudem leben sie auch noch in den in Südafrika gelegenen Drakensbergen, die auch Gebiete der Südafrikanischen Republik, der Provinz Natal, Lesotho, der Provinz Freistaat und die Kapprovinz einschließen. Der Schlangenjäger Donald Schultz entdeckte eine Berg-Puffotter in den Gebirgszügen von Eswatini. Dieses Exemplar diente der Giftforschung, da vorher nur sehr wenige Exemplare dieser Art gefangen wurden.

## Lebensraum
Die Berg-Puffotter bewohnt eine Vielzahl von verschiedenen Lebensräumen, wobei sie aber relativ kühle Umgebungen mit viel Niederschlag vorziehen. Im nördlichen Teil ihres Verbreitungsgebietes leben sie nur in einer Höhe bis zu 3.000 m, da die Winter dort kalt und trocken sind und die Sommer warm und feucht. In Simbabwe findet man sie jedoch nur in Höhenlagen von über 1500 m. Sie leben in der Regel in Gebieten mit Berghängen und Steinfeldern, aber auch auf wiesenartigen Platos mit Büschen und Sträuchern.

## Lebensweise
Die Berg-Puffotter ist tagaktiv. Sie hält sich gerne in Gestrüpp und Büschen auf. Bei Gefahr, oder wenn sie gereizt wird, zischt sie laut und vernehmlich, beißt dann aber sehr schnell und sehr wild zu. Die Berg-Puffotter bringt ihren Nachwuchs lebend zur Welt. Ihre Nahrung besteht vorwiegend aus Nagetieren, Echsen, Fröschen oder Kröten.

## Gift
Das Gift der Berg-Puffotter ist ein relativ starkes, vor allem das Blut schädigendes Gift, also ein Hämatoxin. Es besitzt aber auch einen geringeren Anteil eines Nervengiftes, also ein Neurotoxin. Das Gift hat jedoch im Gegensatz zur Gabunviper, keinen Einfluss auf die Blutgerinnung. Das Gift der Berg-Puffotter zerstört u. a. die Blutgefäße und führt daher zu starken Gewebeblutungen und der Entstehung von großen Ödemen. Außerdem kommt es zu Störungen des Zentralen Nervensystems. Die ersten Symptome nach einem Biss sind Übelkeit, Erbrechen und Schmerzen sowie Unterblutungen und Ödeme mit Blasenbildung um die Bissstelle herum. In Abhängigkeit von der Größe derartiger Unterblutungen und Ödeme kann das zu erheblichen Gewebezerstörungen führen. Weiterhin können ausgedehnte Ödeme dem Organismus so viel Flüssigkeit entziehen, dass es zu einem so genannten hypovolämischen Schockzustand kommen kann. Die geschädigten Hautpartien sind außerdem anfällig für Infektionen, wie z. B. für eine Scharlachinfektion. Weiterhin kann sich ein Gangrän, also eine bestimmte Form einer Nekrose bilden. Die neurotoxischen Giftwirkungen können nach etwa 30 Minuten bis zu 1 Stunde Parästhesien auf der Zunge und den Lippen auftreten. Weitere mögliche Folgen sind verschwommenes Sehen, ein Verlust von Geruchs- und Tastsinn und ein gesteigertes Hörempfinden, eine Ptosis, Augenmuskellähmungen sowie eine allgemeine Schwäche der Gesichtsmuskulatur und Sprachstörungen. Diese Nervenstörungen verschwinden ohne Antiserum frühestens etwa nach 4 bis 6 Stunden und spätestens erst nach 4 bis 6 Tagen. Auch ohne Behandlung ist bei gesunden Erwachsenen eher nicht mit dem Tod zu rechnen. Aber aufgrund des das Gewebe zerstörenden Potenzials (Ödeme, Unterblutungen) des Giftes dieser Schlange ist durchaus mit bleibenden Schäden in der Umgebung der Bissstelle zu rechnen. Es wird schätzungsweise bei zu wenigen Todesopfern gründlich die zum Tod führende Schlangenart bestimmt, sodass der Berg-Puffotter wahrscheinlich zu viele Tötungen angehängt werden.

### Antiserum
Die Anwendung eines Antitoxins ist nur bei sehr schweren Vergiftungen erforderlich und sinnvoll, nicht zuletzt deswegen, da die Gabe eines Antiserums stets mit der Gefahr einer allergischen Reaktion, bis hin zum lebensgefährlichen anaphylaktischen Schock verbunden ist. Daher ist dessen Anwendung stets im Einzelfall genau abzuwägen und sollte nur durch einen erfahrenen Arzt und das möglichst in einem entsprechenden Zentrum erfolgen. Wegen der ausgedehnten Ödeme ist oft die sofortige Infusion von physiologischer Kochsalzlösung erforderlich. Der Hämatokrit sowie die Plasmaelektrolyte sind kontinuierlich zu prüfen und Normabweichungen ggf. therapeutisch zu behandeln. Es kann, bedingt durch die Elektrolytverschiebungen, zu Herzrhythmusstörungen bis hin zum Herzstillstand kommen. Außerdem ist der Wundbereich, wie bei Verbrennungen, mit Antibiotika zu behandeln. Eine Tetanusimpfung ist bei fehlendem Impfschutz sehr sinnvoll.